# Hypanus americanus
La raya de espina o raya-látigo americana (Hypanus americanus) es una especie de elasmobranquio rajiforme de la familia Dasyatidae propia de los mares tropicales y subtropicales del Océano Atlántico meridional, el mar Caribe y el Golfo de México. Tiene un cuerpo plano, de forma diamantada, con un color marrón fango en la parte superior y blanco en el vientre. La lengüeta en su cola es venenosa y la utiliza para la autodefensa.

## Características y comportamiento
Es una especie que tolera amplios intervalos de temperatura y de salinidad. Se alimenta de grandes invertebrados así como de pequeños peces bentónicos, lo cual hace principalmente de noche, mientras que durante el día permanece casi completamente enterrada en el sustrato arenoso, aunque también se la puede encontrar en fondos fangosos.
En muchas partes del Caribe, como las islas Caimán y la isla de Antigua, pueden verse nadar con los buzos y nadadores que se le acerquen, e incluso son alimentadas a mano (normalmente con sobras de pescado) en algunas localidades. Algunas se han hecho lo suficientemente mansas para acurrucarse en los brazos.

## Gestación
El embarazo dura cinco meses en esta especie, aunque incluso puede llegar a durar hasta nueve, y tienen por lo general de tres a cinco crías por camada.